# Motör Militia
Motör Militia ist eine bahrainische Thrash-Metal-Band aus Saar, die im Jahr 2001 unter dem Namen Black Star gegründet wurde.

## Geschichte
Schlagzeuger Abdulla Muijrers begann mit dem Spielen des Schlagzeugs im Sommer 1997. Ein Jahr später gründete er verschiedene Bands in den Niederlanden. Mitte des Jahres traf er Bassist und Sänger Mahmood Abdul-Ghaffar. Zusammen mit ihm und einem weiteren Gitarrist studierten sie einige Lieder unter dem Namen Black Star ein. Sie spielten hauptsächlich Coverversionen von Black Sabbath und Motörhead.
Nach einigen Wechseln in der Besetzung, kam Muijrers mit Gitarrist Yousef Hatlani in Kontakt, sodass dieser im Januar 2003 zur Band beitrat. Es folgten einige lokale Auftritte. Als zweiter Gitarrist kam kurze Zeit später Salem Sulaibikh für Live-Auftritte zur Band. In den Folgemonaten hielt die Band weitere regionale Auftritte. Im Jahr 2004 verließ Gitarrist Sulaibikh die Band wieder, um seine eigene Band zu gründen.
Danach begann die Band mit dem Schreiben von eigenem Material, was zu ihrem Debütalbum The Sound of Violence führte, das im Jahr 2004 über Sandstorms Records veröffentlicht wurde. Das zweite Album folgte im Jahr 2011 und trug den Namen Cloaked in Darkness.

## Stil
Die Band spielt aggressiven Thrash Metal, der an den Stil aus der San Francisco Bay Area angelehnt ist.

## Diskografie
- 2004: The Sound of Violence (Album, Sandstorms Records)
- 2011: Cloaked in Darkness (Album, Eigenveröffentlichung)